# Erik Westergren
Erik Hjalmar Wilhelm Westergren, född 24 december 1919 i Lund, död 24 februari 1991 i Bromma, var en svensk  målare.
Han var son till Hjalmar Westergren och Lilly Elvira Hulthén-Westergren. Han studerade vid Ollers målarskola 1939, Otte Skölds målarskola 1940–1945 och vid Lena Börjesons skulpturskola 1945 samt genom självstudier under resor till Italien och Spanien. Hans konst består av landskapsskildringar utförda i akvarell, tempera eller olja. 